# Gabriela Michetti
Pour les articles homonymes, voir Michetti.
Marta Gabriela Michetti, née le 28 mai 1965 à Laprida, est une femme politique argentine, membre de Proposition républicaine. Elle est vice-présidente de la Nation argentine du 10 décembre 2015 au 10 décembre 2019.

## Biographie
Le 10 décembre 2007, elle devient vice-chef du gouvernement de la ville de Buenos Aires au côté de Mauricio Macri. Elle occupe cette fonction jusqu'au 20 avril 2009, quand elle démissionne pour se présenter comme candidate aux élections législatives du 28 juin. Élue, elle siège pendant quatre ans, de décembre 2009 à décembre 2013. Élue sénatrice pour la ville de Buenos Aires, elle est nommée à la tête du bloc PRO au Sénat. 
Candidate à la vice-présidence de la Nation argentine lors de l'élection des 25 octobre et 22 novembre 2015, elle est élue et prend ses fonctions le 10 décembre suivant, en même temps que le président Mauricio Macri. Elle est la seconde femme à exercer cette fonction après Isabel Perón, élue en 1973.